# Gandanameno fumosa
Gandanameno fumosa is een spinnensoort uit de familie van de fluweelspinnen (Eresidae).
De wetenschappelijke naam van de soort werd in 1837 als Eresus fumosus gepubliceerd door Carl Ludwig Koch.